# گازه
گازه، روستایی از توابع بخش پاپی شهرستان خرم‌آباد در استان لرستان ایران است.

## جمعیت
این روستا در دهستان سپیددشت قرار دارد و براساس سرشماری مرکز آمار ایران در سال ۱۳۸۵، جمعیت آن ۴۵۷ نفر (۷۹ خانوار) بوده‌است.

## آثار تاریخی
تپه گازه مربوط به هزاره اول پیش از میلاد است. این اثر در تاریخ ۸ بهمن ۱۳۸۵ با شمارهٔ ثبت ۱۷۰۲۶ به‌عنوان یکی از آثار ملی ایران به ثبت رسیده است.

## راه های ارتباطی
این روستا از طریق جاده آسفالت به شهر سپیددشت و شهر خرم آباد متصل است. 

## مکان های تفریحی
- در میان روستا سد قدیمی واقع شده که نمای زیبایی به این روستا بخشیده است.
- وجود جنگل‌های بلوط در طراف روستا و همچنین چشمه‌های طبیعی، این منطقه را تفرجگاهی برای علاقه‌مندان به طبیعت کرده است.